# روبرت بانكس ستيوارت
روبرت بانكس ستيوارت (بالإنجليزية: Robert Banks Stewart)‏ هو كاتب سيناريو بريطاني، ولد في 16 يوليو 1931 في إدنبرة في المملكة المتحدة، وتوفي في 14 يناير 2016.

## وصلات خارجية
- روبرت بانكس ستيوارت على موقع IMDb (الإنجليزية)
- روبرت بانكس ستيوارت على موقع قاعدة بيانات الفيلم (الإنجليزية)
- روبرت بانكس ستيوارت على موقع كينوبويسك (الروسية)
- روبرت بانكس ستيوارت على موقع كينوبويسك (الروسية)